# Le Fil de l'Histoire raconté par Ariane & Nino
 (novembre 2018).
Si vous disposez d'ouvrages ou d'articles de référence ou si vous connaissez des sites web de qualité traitant du thème abordé ici, merci de compléter l'article en donnant les références utiles à sa vérifiabilité et en les liant à la section « Notes et références ».
Le Fil de l'Histoire raconté par Ariane & Nino est une série de bande dessinée scénarisée par Fabrice Erre et dessinée par Sylvain Savoia, publiée à partir de 2018 par les éditions Dupuis. 

## Thème
La série retrace les différentes époques de l'histoire et les explique.

## Albums (série en cours)

### Antiquité
- La pyramide de Khéops : La 1re merveille du monde
- La Grande Muraille de Chine : Les Murailles d'un empire[2]
- Les Gaulois : Sacrés ancêtres !
- Les Gladiateurs : Jeux de Romains[3]

### Moyen-Âge
- Les Vikings : Marchands et pirates
- Les Croisades : Conflits en Terre sainte[3]
- Les samouraïs : La voie du bushido
- La peste : Histoire d'une pandémie

### Temps modernes
- Louis XIV : le Roi soleil[3]
- Napoléon : Empereur et stratège

### Époque contemporaine
- La découverte des dinosaures : Une révolution archéologique
- L'or noir : La conquête du pétrole[2],[3]
- Albert Einstein : Un physicien de génie
- La guerre des tranchées : L'enfer des poilus
- Le premier pas sur la Lune : Mission Apollo
- Le mur de Berlin : Au cœur de la guerre froide
- Gandhi : Un soldat de la paix
- Le Titanic : Naufrage d'un géant

## Personnages principaux
- Ariane : la grande sœur qui explique différents sujets à Nino
- Nino : le petit frère, il fait souvent une remarque qu'Ariane reprend et en profite pour expliquer un sujet.